# Festival Aragón Negro
El Festival Aragón Negro, conocido popularmente como Aragón Negro es un festival literario nacido en el año 2014 gracias a la iniciativa del escritor y periodista Juan Bolea y que se celebra en toda la Comunidad de Aragón (España). Está organizado por Fundación Caja Rural de Aragón de Bantierra y patrocinado por el Gobierno de Aragón, el Ayuntamiento de Zaragoza y la Diputación Provincial de Zaragoza.
El festival cuenta con presentaciones y debates literarios con autores de primera fila, que se desarrollarán en el Teatro Principal y en el Salón de Actos de Bantierra, en las actividades de Zaragoza, además de otros muchos espacios de las doce localidades participantes que integran el festival. Además, el Teatro Principal de Zaragoza programa en cada ciclo una obra teatral adecuada al espíritu del festival.

## Sedes
Actualmente las sedes son Zaragoza, Huesca, Teruel, Calatayud, Pina de Ebro, Valderrobres, Calamocha, Daroca, Mirambel, Utebo, Gelsa y Borja

## Convocatorias

### 2014
En la primera convocatoria se programaron una semana de actividades en la que se dieron cita alrededor de 100 personalidades nacionales e internacionales. Entre esos nombres destacan los de Carmen Posadas, Lorenzo Silva, Pablo Sebastiá Tirado, Jesús Egido o el dramaturgo griego Petros Márkaris. Este último ofreció una charla-coloquio y recibió el Premio de Honor Aragón Negro, como homenaje a toda su carrera literaria.
También en la primera convocatoria del Festival se convocó el Premio Literario La Trama / Aragón Negro cuyo tema de la narración debe ser ficticio y tener un argumento de novela negra o thriller.

### 2015
En la convocatoria de Aragón Negro 2015 aparte de Zaragoza se unen ciudades de la comunidad como Huesca, Calatayud, Pina de Ebro, Valderrobres y Calamocha.
En el caso de Huesca convergerán en diferentes actos lo más granado de la literatura policíaca española, con autores de la talla de Lorenzo Silva, Víctor del Árbol, Pere Cervantes, Óscar Bribián, Rafa Melero y Antonio Marchal. Aparte de una conferencia sobre seguridad en redes sociales del community manager del Cuerpo Nacional de Policía Carlos Fernández Guerra.
En el caso de Zaragoza estarán María Dueñas, Anne Perry y Carmen Posadas, entre los protagonistas del festival Aragón Negro.
En Huesca cierra el festival el cómic más terrorífico con una sesión negra dedicada a este género.

### 2016
En la convocatoria de Aragón Negro 2016 se amplía el número de sedes hasta la cantidad de 8, siendo aparte de Zaragoza las siguientes: Huesca, Calatayud, Pina de Ebro, Valderrobres, Calamocha, Daroca y Borja
Para esta edición contará con la presencia de destacadas figuras del género negro y policíaco como Esteban Navarro, Alberto Vázquez-Figueroa, Carmen Conde, Luis Alberto de Cuenca, Fernando Marías, Alberto Pasamontes o Carlos Zanón
Además en esta edición el escritor Lorenzo Silva redactará un manifiesto contra la violencia de género que estará presente en todas las Semanas Negras de España.

### 2017
En la convocatoria de Aragón Negro 2017 el premio fue para el escritor John Connolly.

## Premios

### Premio de Honor Aragón Negro
- Edición 2014 el galardón fue para el escritor griego Petros Márkaris.[17]
- Edición 2015 el premio fue para la escritora británica Anne Perry.[18]
- Edición 2016 el premio fue para el escritor Alberto Vázquez-Figueroa.[19]
- Edición 2017 el premio fue para el escritor John Connolly.[16]
- Edición 2018 el premio fue para el escritor Leonardo Padura[20]
- Edición 2019 el premio fue para la escritora Julia Navarro[21]
- Edición 2020 el premio fue para la escritora María Dueñas[22]

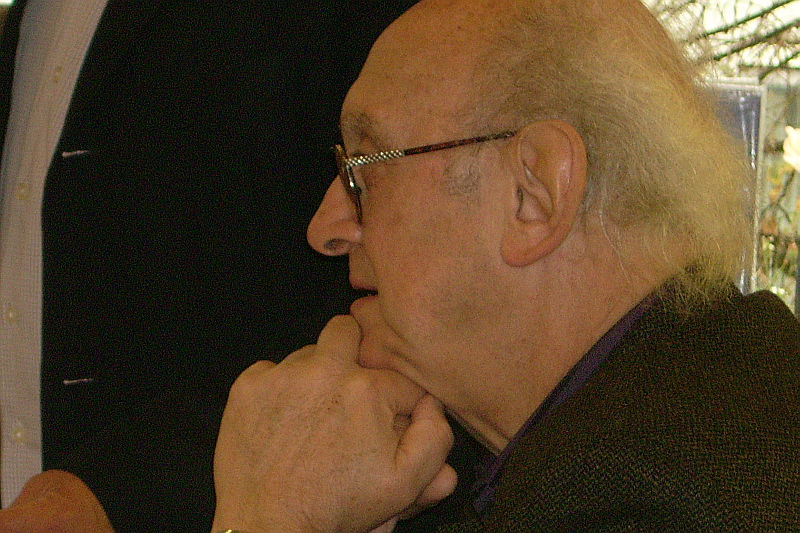
Premio de Honor de la Primera Edición del Festival (2014)
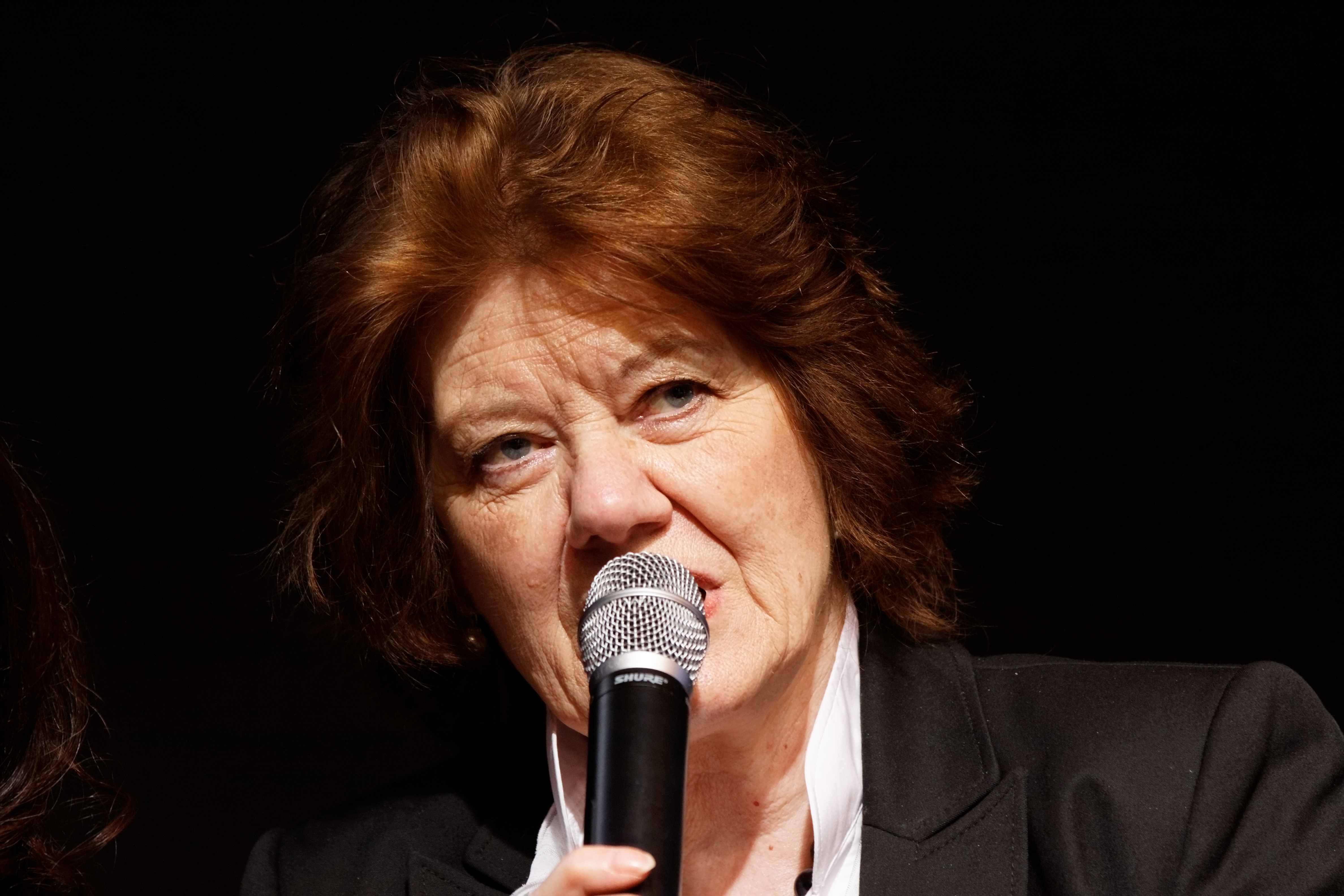
Premio de Honor de la Segunda Edición del Festival (2015)
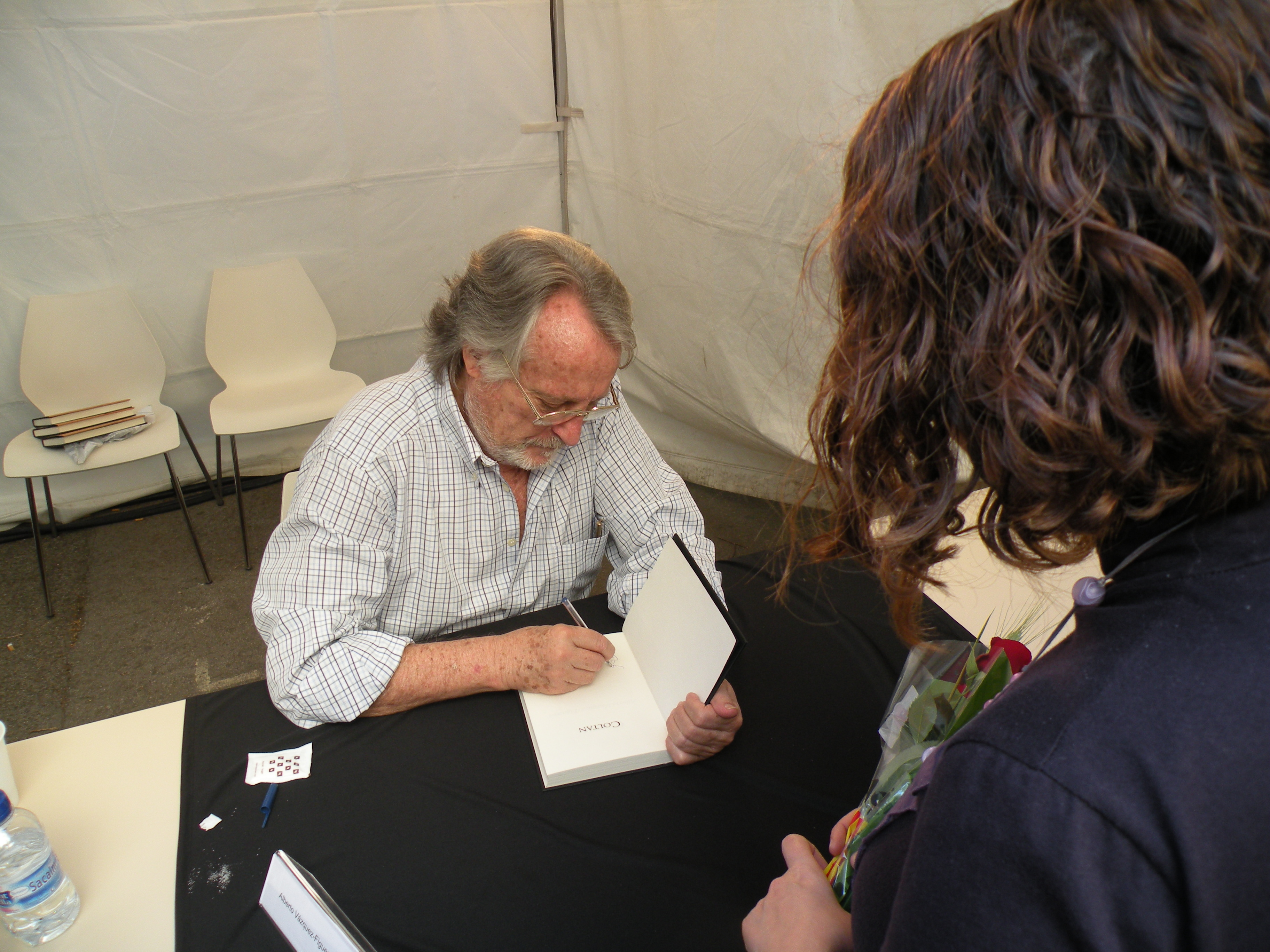
Premio de Honor de la Tercera Edición del Festival (2016)
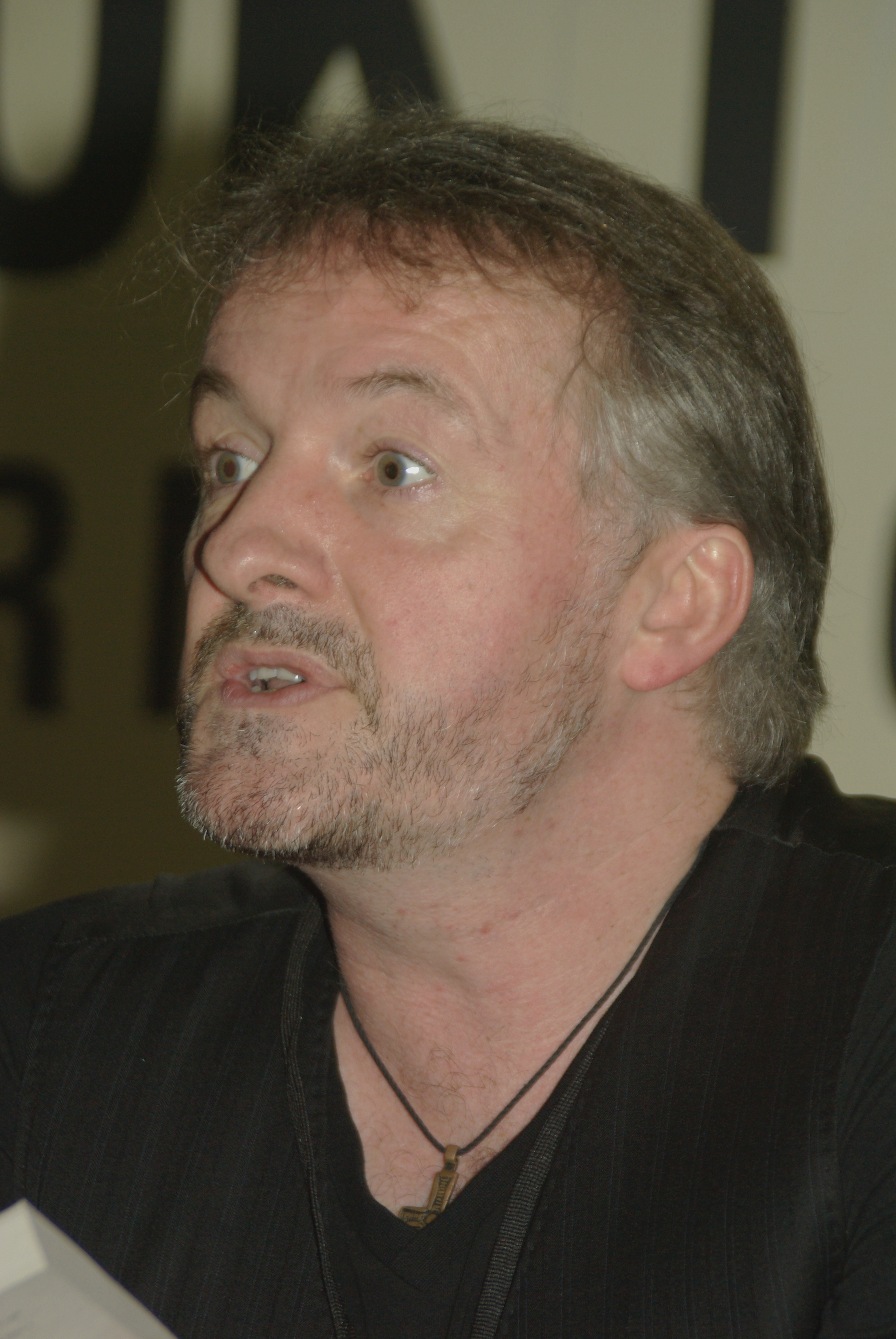
Premio de Honor de la Tercera Edición del Festival (2017)
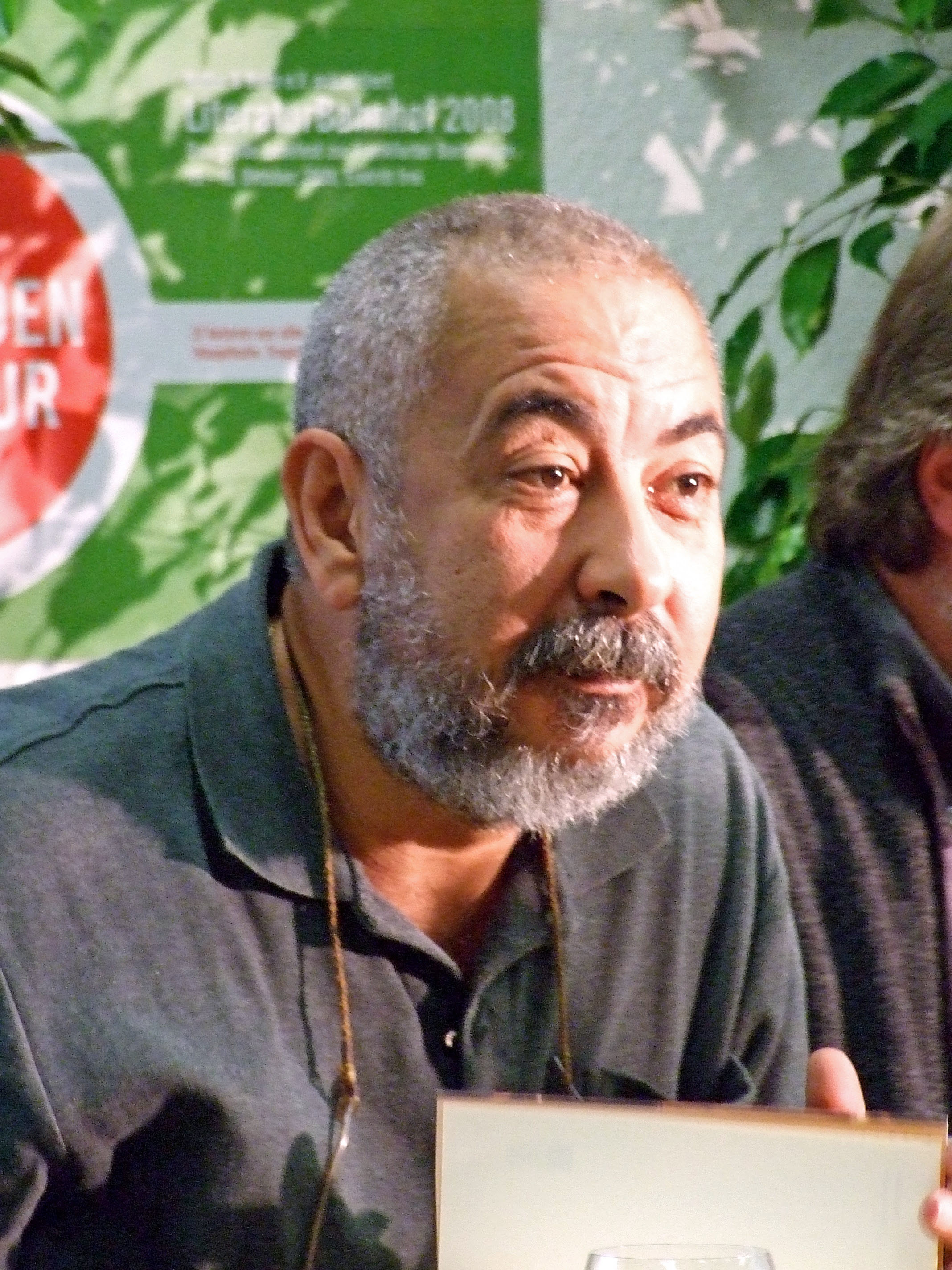
Premio de Honor de la Cuarta Edición del Festival )2018)
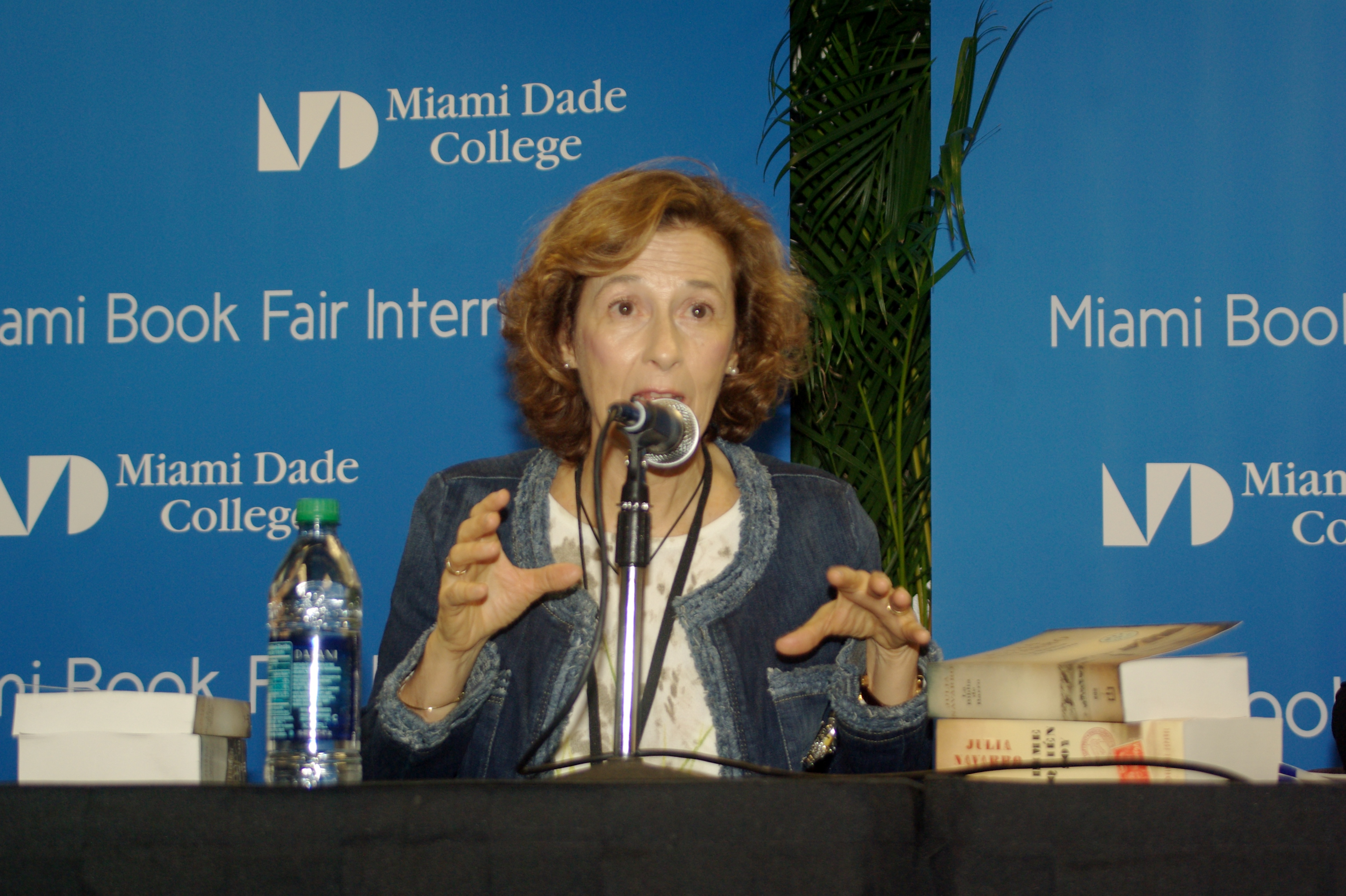
Premio de Honor de la Quinta Edición del Festival (2019)
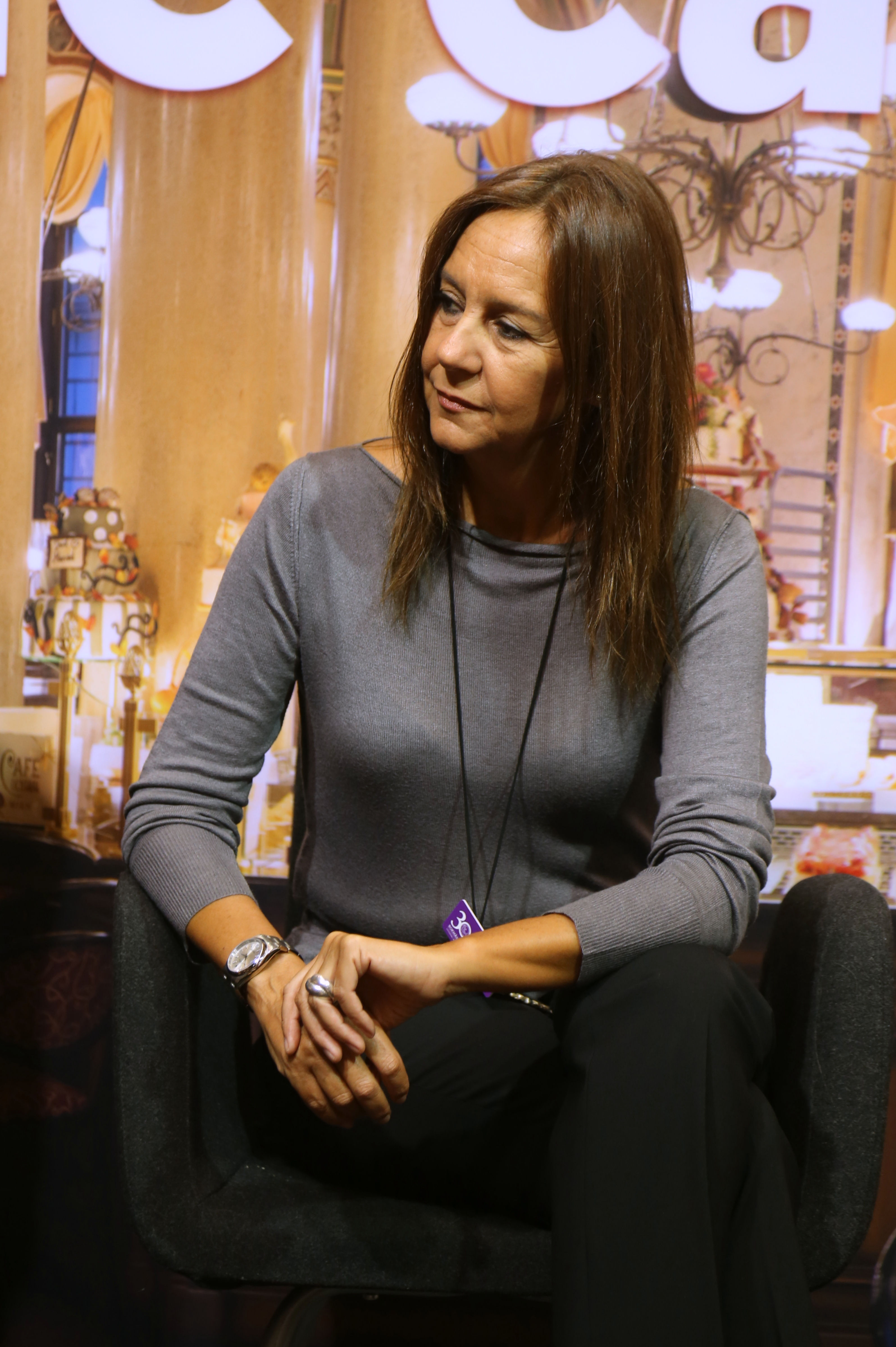
Premio de Honor de la Séptima Edición del Festival (2020)

### Premio Literario La Trama
- Edición 2015, Laura Balagué con la novela Las pequeñas mentiras.[23]
- Edición 2016, Carmen Conde con la novela Para morir siempre hay tiempo.[24]
- Edición 2017, no se convoca

### Premio el mejor de los nuestros
En la edición de 2017 se crea un premio nuevo con el título el mejor de los nuestros
- 2017 Paco Camarasa[25][26]
- 2020 Mabel Lozano[22]

## Participación
- En la primera edición de 2014 del Festival Aragón Negro hubo 5.000 participantes, además de un centenar de autores.[27]

- En la segunda edición de 2015 del Festival, se estima que los participantes alcanzaron la cuota de los 7 500, además de la asistencia de autores nacionales e internacionales.[28][29]

- En la edición de 2020 el festival superó los 40 000 participantes en 23 ciudades y municipios. Presentaron sus obras más de 50 autores.[30]

## Fechas y ediciones
- Primera edición enero de 2014
- Segunda edición: del 23 de enero al 1 de febrero de 2015,[31] contando con la participación del community manager del Cuerpo Nacional de Policía Carlos Fernández Guerra.
- Tercera edición: del 14 al 31 de enero de 2016
- Cuarta edición: del 14 al 31 de enero de 2017[32]

- Séptima edición: del 15 al 31 de enero de 2020.[30]

## Gastronomía
Una de las peculiaridades que caracterizan y diferencian el Aragón Negro de otros eventos similares es la gastronomía. En esta edición, la pastelería Manuel Segura de Daroca ha ideado una selección de pastas y chocolates relacionados con el cine.